# Тізенгаузен Катерина Федорівна
Графиня Катерина Федорівна Тізенгаузен (1803 — 26 квітня 1888) — онука фельдмаршала Кутузова, дочка Є. М. Хитрово, фрейліна, камер-фрейліна при трьох імператрицях — Олександрі Федорівні, Марії Олександрівні та Марії Федорівні; кавалер-дама ордену св. Катерини.

## Біографія
Донька флігель-ад'ютанта імператора Олександра I Фердинанда фон Тізенгаузена (1782—1805) і Єлизавети Михайлівни, уродженої Кутузової (1783—1839). Дитинство разом з сестрою Дар'єю (Доротеєю, Доллі) провела в Ревелі у своєї бабусі Є. І. Тізенгаузен. У 1813 році Катерина була визначена фрейліною Єлизавети Олексіївни, залишалася вона в числі фрейлін і після смерті імператриці, не виконуючи будь-яких обов'язків.
У 1811 році мати Катерини і Доротеї стала дружиною генерал-майора Миколу Федоровича Хитрово. У 1815 році він був призначений російським повіреним у справах герцога Тосканського і разом з родиною переїхав у Флоренцію.
У січні 1817 року майже розорений М. Ф. Хитрово отримав відставку — обов'язки повіреного передавалися російському послу в Римі, колишній повірений залишився жити у Флоренції. Єлизавета Михайлівна, щоб покращити матеріальне становище сім'ї, здійснила разом з Катериною і Доллі поїздку у Росію, де продала колекцію антиків Хитрово. 19 травня 1819 року Микола Хитрово помер, після нього залишилися тільки борги. Тим не менш, незважаючи на відсутність грошей, Єлизавета Михайлівна 1820 року разом з дочками побувала в Неаполі, а пізніше здійснила подорож до Центральної Європи (можливо, вона отримувала підтримку від рідних з Росії). Мати сподівалася видати своїх дочок заміж. Ймовірно, до цього часу відноситься висловлювання про Є. М. Хитрово Д. І. Долгорукова: «пані Хитрово має вигляд сірого <…> торгаша, який їздить по всіх ярмарках, щоб за хорошу ціну продати свій товар, який полягає в двох чарівних дочках».
Після повернення з Італії до Петербургу в 1826 році Катерина як фрейліна почала з'являтися при царському дворі. З 1833 року Катерина, до свого призначення у фрейліни імператриці Олександри Федорівни, разом з матір'ю жила в орендованому австрійським посольством маєтку князя Салтикова (Палацова набережна, 4). На думку перекладача щоденника Доллі Фікельмон С. Мрочковської-Балашової, цим призначенням імператор домагався визнання сім'єю австрійського посла (Фікельмона), своячкою якого була Катерина.
У пушкінознавстві Катерина Тізенгаузен згадується у зв'язку зі створенням вірша «Циклоп». Це твір, написаний Пушкіним спеціально для костюмованого балу в Анічковому палаці 4 січня 1830 року, вона виконувала в масці циклопа.
Відомо, що Тізенгаузен взяла участь у долі молодого Олександра Герцена. У 1842 році до неї, як до людини, яку «любила і вирізняла» імператриця, за допомогою у справі Герцена, що знаходився в той час в новгородському засланні, звернувся Соллогуб. Катерина Федорівна клопотала перед імператрицею, і та домоглася від Миколи I дозволу виїхати Олександру Івановичу в Москву.
В останній період життя кожний вечір Катерина Федорівна у своїй квартирі в Зимовому палаці влаштовувала прийоми. За словами письменника К. Головіна, він у 1875—1876 роках бував там взимку, у графині Тізенгаузен завжди можна було зустріти, окрім численних нащадків Кутузова, цікавих, навіть, видатних людей, а усі гості, незалежно від віку та світогляду, почували себе наче вдома.
Життям салону керувала правнучка Кутузова, баронеса Ганна Піллар-фон-Пільхау.
У 1874 році в журналі «Русская старина» були опубліковані листи М. І. Кутузова до своєї дочки, графині Єлизавети Тізенгаузен, що були передані Катериною Федорівною. У 1911 році в Парижі графом Ф. де Соні видане листування Є. Тізенгаузен із сестрою Д. Фікельмон та її чоловіком, К. Фікельмоном. Катерина Федорівна зберегла також листи Пушкіна до її матері, вони були знайдені та опубліковані у 1927 році.

## Особисте життя

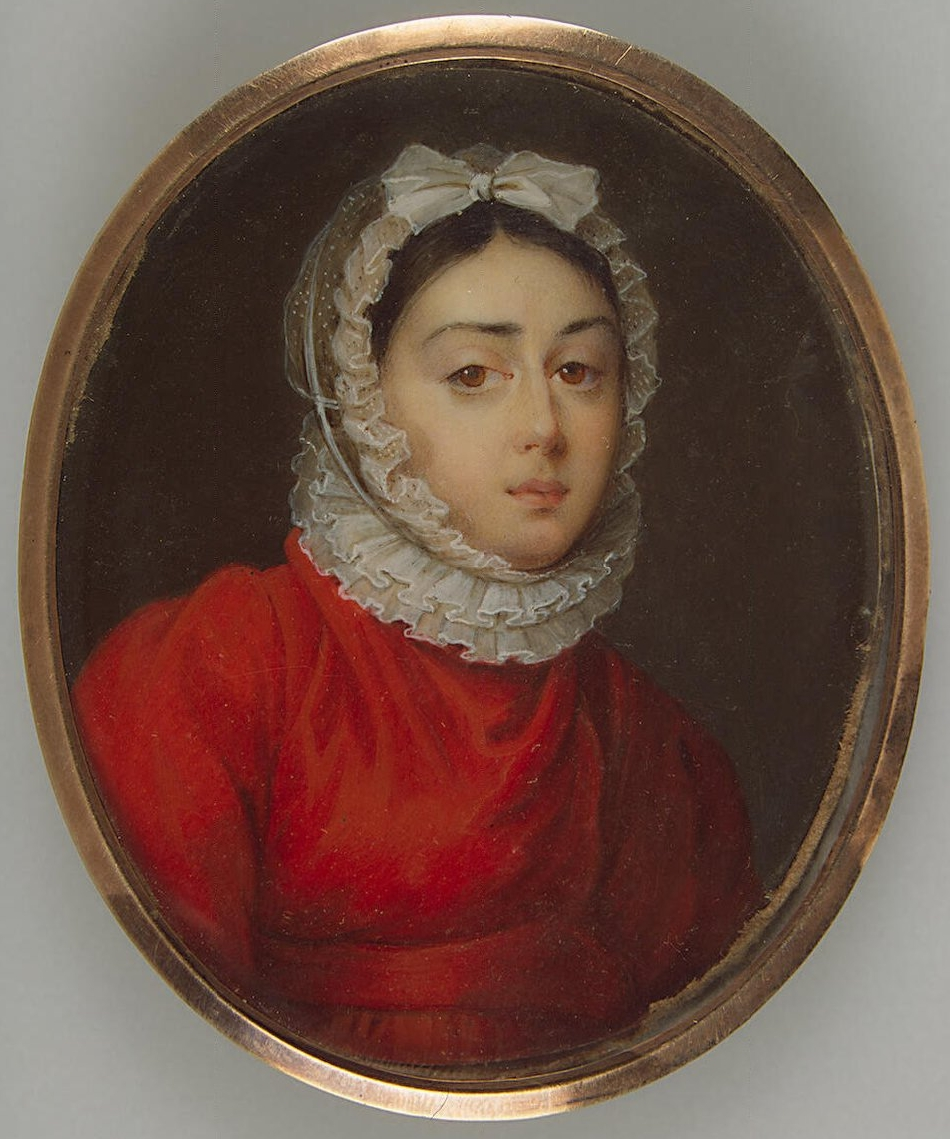
Акварель П. Соколова (1820-і)

За чутками, Катерина народила позашлюбну дитину — майбутнього графа Фелікса Сумарокова-Ельстона, про особисте життя Тізенгаузен пише у своїх мемуарах (1952) Ф. Юсупов. Про це ж повідомляв нащадок Д. Фікельмон, князь Альфонс Кларі-Альдринген, — коли його батько, Зігфрід, служив у Петербурзі в австрійському посольстві (ще за життя Катерини Федорівни), його російські родичі розповідали, що вона — мати Фелікса. Сам Фелікс усе життя називав її тіткою. За сімейними переказами, батьком хлопчика був один із представників королівського дому Пруссії, й прихильність імператриці Олександри Федорівни до Катерини пояснювали саме цією обставиною. Про те, що у Катерини був позашлюбний син, розповідав й М. Лобанов-Ростовський.
Існує також версія (її дотримувалася правнучка Сумарокова-Ельстона З. Бурке-Башкірова), що батьками Ельстона були барон Гюґель і угорська графиня Форгач, уроджена Андраші, родичка угорського прем'єр-міністра. Вони не перебували у шлюбі. В архіві Юсупових збереглися листи графині Форгач до сина, втім, прихильники іншої версії вважають, що ці листи з'явилися завдяки Єлизаветі Михайлівні, яка прагнула зберегти добре ім'я доньки.

Барон Гюґель був знайомий із Катериною Тізенгаузен з початку 1820-х років, коли сім'я Хитрово перебувала в Італії. Він зробив старшій дочці Єлизавети Михайлівни пропозицію. Весілля не відбулося: Гюґель незабаром закохався в Меланію Зічі (нім. Melanie Zichy-Ferraris) і заручився з нею у 1824 році. Але і цей шлюб також не відбувся: у 1830 році Меланія Зічі відмовила Гюґелю і стала третьою дружиною Меттерніха. Єлизавета Михайлівна, яка сподівалася влаштувати долю Катерини, буквально переслідувала Гюґеля. На подив вищого суспільства Відня вона усиновила його позашлюбного сина. Можливо, Хитрово також розраховувала, що графиня Форгач надасть кошти на утримання свого сина. У серпні 1825 року канцлер Меттерніх у листі до австрійського посла у Росії Лебцельтерна так говорить про Хитрово: 
«Мета цієї прогулянки [поїздки Хитрово Європою] виставляти напоказ Катерину й зустріти її з Карлом Гюґелем, позашлюбного сина, якого вона возить із собою, не будучи його матір'ю. При цьому вона всім каже: „Думають, що це мій хлопчик, але — на жаль! — я не маю щастя бути його матір'ю!“»
У 1826 році Фелікс був привезений із Європи у Росію, про нього як і раніше дбала Єлизавета Михайлівна, по батькові «Миколайович» він отримав за іменем свого хрещеного батька — Миколи І. Після смерті Є. Хитрово опікала Фелікса Катерина Федорівна, судячи за збереженими листами, вона підтримувала з ним і його сім'єю родинний зв'язок.
У середині 1820-х років Катериною захопився прусський король Фрідріх-Вільгельм III, як писала чеська графиня Здена (Сидонія) Хотек своїй знайомій, Єлизавета Михайлівна «весь час намагалася з ним [королем] зблизити [Катерину]». Незабаром, однак, Фрідріх-Вільгельм познайомився з Августою фон Гаррах і уклав з нею морганатичний шлюб. Єлизавета Михайлівна у бесіді з княгинею Клярі заявила: «Зрозумійте ви короля! Ви ж, однак, бачили, як він був закоханий у мою доньку; але це був би невдалий шлюб для онуки генерала Кутузова». Коментуючи цей лист, М. Раєвський зазначає, що не довіряти свідченням Хотек немає підстав, і що у даному випадку Єлизаветі Михайлівні змінили притаманні їй «розум і життєва досвідченість», — не зумівши влаштувати шлюб Катерини з королем, вона оголосила його «невідповідним».
Катерина так і не вступила в шлюб. У Петербурзі вона була закохана у свого троюрідного брата Василя Бобринського. Як писала її сестра: «вона [Катерина] звикла вважати його людиною, з якою проведе своє життя», але у 1830 році Бобринський одружився із Софією Соковниною. Катерина важко переживала цей розрив. Ще одне захоплення Катерини — Іраклій Баратинський, брат поета, у 1835 році він одружився з багатою княжною Анною Абамелек.